# Richard Fleischer

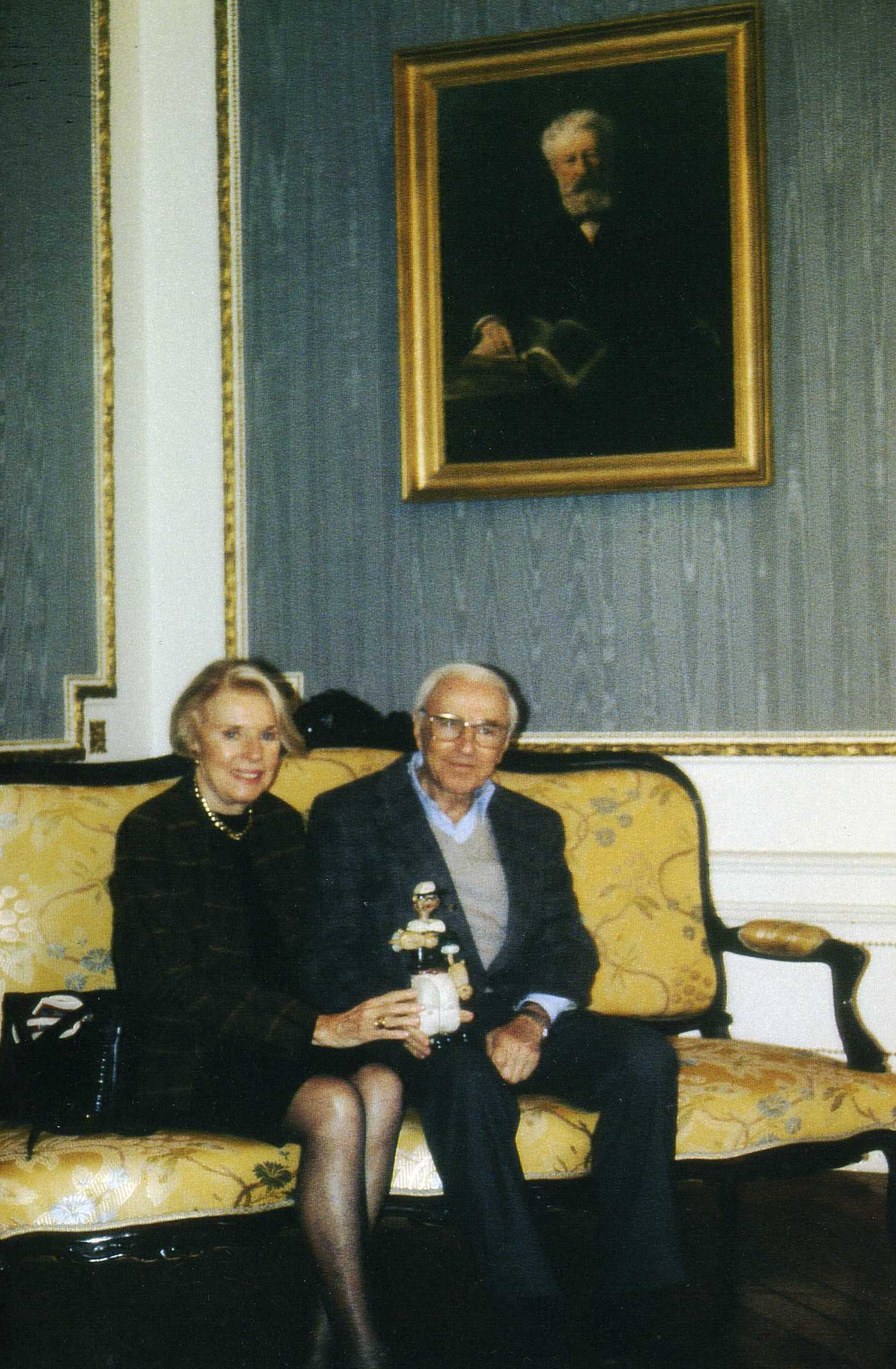
Richard Fleischer und seine Frau im Maison de Jules Verne in Amiens (1989)

Richard Fleischer (* 8. Dezember 1916 in Brooklyn, New York; † 25. März 2006 in Woodland Hills, Los Angeles) war ein US-amerikanischer Filmregisseur und Oscar-Preisträger. Er war auf kein Genre festgelegt, sondern drehte Western, Krimis sowie Horror- und Science-Fiction-Filme.

## Leben und Werk
Richard Fleischer war der zweite Sohn des Stummfilmpioniers und Zeichentrickfilmregisseurs Max Fleischer und von Essie Fleischer. Er studierte Psychologie an der Brown University und belegte medizinische Kurse, um Psychiater zu werden. Nebenbei beschäftigte er sich mit dem Musicaltheater, danach wechselte er zur Yale Drama School. Fleischer organisierte dort eine Universitätstheatergruppe, die durch die Hotels von New England tourte. Dabei entdeckte ihn 1942 ein Talentscout von RKO-Pathé Pictures, wo er dann Skripte für Wochenschauen schrieb. Wegen des Zweiten Weltkrieges wurde er in die US Air Force eingezogen, nach Kriegsende erhielt er 1945 in Hollywood eine Anstellung als Regisseur in der B-Picture-Abteilung bei RKO Pictures. Für seinen Dokumentarfilm Design for Death (1947) wurde er 1948 mit einem Oscar ausgezeichnet. Darin zeigte Fleischer die politischen und ökonomischen Einflüsse auf, die die Japaner zum Überfall auf Pearl Harbor getrieben hatten.

### Widerstände
Zeitlebens hatte Fleischer gegen die große Macht der Studiobosse anzukämpfen. Exemplarisch ist dafür sein künstlerischer Durchbruch 1952 mit Um Haaresbreite (The Narrow Margin), einem Thriller, der hauptsächlich in einem Zugabteil spielt und der dennoch von einigen Filmkritikern wie Leonard Maltin als eines der besten B-Movies überhaupt eingeschätzt wird. Seine Filmstudiovorgesetzten von RKO weigerten sich aus Kostengründen, einen echten Eisenbahnwagen anzuschaffen. Auf diese Weise setzte Fleischer verschiedene Techniken wie die Handkamera ein, um den Realitätsverlust kompensieren zu können. 1947 wurde Howard Hughes der neue Studiochef von RKO, er entließ 700 Angestellte und schaute sich grundsätzlich jeden Film vor seiner Veröffentlichung an. Hughes wollte, dass Fleischer The Narrow Margin nochmals drehte, doch Fleischer lehnte ab.
Richard Fleischers nächster größerer Film 20.000 Meilen unter dem Meer (1954) gelang nur mit Hilfe des lebenslangen geschäftlichen Erzrivalen seines Vaters, Walt Disney, dessen Name nie im Hause Fleischers Erwähnung fand. Fleischer fragte zwar zuvor seinen Vater um sein Einverständnis für diese Romanverfilmung von Jules Verne, doch dieser stellte die Erfolgschance für seinen Sohn rigoros über sein Ressentiment: „You didn't have to call me. You go right ahead and take the job.“ (Du musst mich nicht anrufen. Du gehst da direkt hin und nimmst den Job.)
Bei der Verfilmung einer Biografie Che Guevaras strichen ihm die Studiobosse kurzerhand alle Passagen, die dessen politische Position erklärten. Da es jedoch sein Grundsatz war, nicht aufzugeben trotz aller Widrigkeiten, kündigte er nicht und drehte bis zum Schluss.
Der Science-Fiction-Film Die phantastische Reise (Fantastic Voyage, 1966) durch die Blutbahnen des menschlichen Körpers in einem Miniatur-U-Boot verlegte die Raumfahrt vom Makrokosmos des Weltalls in den Mikrokosmos der Humanbiologie. Für diese dramatische Navigation im Körperinneren konnte Fleischer auch an seine medizinischen Kenntnisse aus dem Studium anknüpfen.
Doktor Dolittle (Dr. Dolittle, 1966), nach Motiven der Kinderbücher wie Doktor Dolittle und seine Tiere von Hugh Lofting entstanden, war einer der erfolgreichsten Musicalfilme seiner Zeit.
Zu Fleischers weiteren wesentlichen Werken zählt heute auch Der Frauenmörder von Boston (The Boston Strangler, 1968), der nach einem Fall die Jagd nach dem geistig gestörten Frauenmörder Albert DeSalvo – dargestellt von Tony Curtis – schildert. Die hier ausgiebig benutzte Split-Screen-Technik fügt sich zur Erzählung von der verwirrten Psyche des Täters und der aufreibenden Arbeit der Polizeibeamten.
In dem Endzeitdrama … Jahr 2022 … die überleben wollen (Soylent Green, 1973), eine düstere Zukunftsvision, wird eine ethisch korrumpierte, militarisierte und überbevölkerte Gesellschaft beschrieben, deren Elite heimlich Menschen als Nahrungsmittel für die darbende Masse missbraucht, weil die Ozeane leergefischt sind und nicht mehr genug Lebensmittel produziert werden können.
Während seiner Karriere arbeitete Richard Fleischer mit Schauspielern wie Richard Attenborough, Charles Bronson, Tony Curtis, Henry Fonda, Rex Harrison, Robert Mitchum, Kirk Douglas, Meg Ryan und Arnold Schwarzenegger.

### Privates
Richard Fleischer hinterließ seine Frau Mary Fleischer, geb. Dickson (Los Angeles), die er während seines Studiums in Yale kennengelernt hatte, sowie seine drei Kinder und fünf Enkelkinder.

## Auszeichnungen
- 1948 – Oscar für den besten langen Dokumentarfilm Design for Death (1947), zusammen mit Theron Warth und Sid Rogell.
- 2003 – Ernennung zur „Disney-Legende“ („Disney-Legend“)

## Filmografie
- 1945: Design for Death (Dokumentarfilm)
- 1948: Das ist also New York (So This is New York)
- 1948: Bodyguard
- 1949: Die Menschenfalle (Trapped)
- 1949: Follow Me Quietly
- 1949: The Clay Pigeon
- 1950: Armored Car Robbery
- 1952: Mein Sohn entdeckt die Liebe (The Happy Time)
- 1952: Um Haaresbreite (The Narrow Margin)
- 1953: Arena
- 1954: 20.000 Meilen unter dem Meer (20,000 Leagues Under the Sea)
- 1955: Sensation am Sonnabend (Violent Saturday)
- 1956: Bandido
- 1956: Feuertaufe (Between Heaven and Hell)
- 1955: Das Mädchen auf der roten Samtschaukel (The Girl in the Red Velvet Swing)
- 1958: Die Wikinger (The Vikings)
- 1958: Tausend Berge (These Thousand Hills)
- 1959: Der Zwang zum Bösen (Compulsion)
- 1960: Das große Wagnis (The Big Gamble)
- 1960: Drama im Spiegel (Crack in the Mirror)
- 1961: Barabbas (Barabbà)
- 1966: Die phantastische Reise (Fantastic Voyage)
- 1967: Doctor Dolittle
- 1969: Che!
- 1968: Der Frauenmörder von Boston (The Boston Strangler)
- 1970: Tora! Tora! Tora!
- 1970: John Christie, der Frauenwürger von London (10 Rillington Place)
- 1971: Stiefel, die den Tod bedeuten (Blind Terror)
- 1971: Wen die Meute hetzt (The Last Run)
- 1972: Polizeirevier Los Angeles Ost (The New Centurions)
- 1973: … Jahr 2022 … die überleben wollen (Soylent Green)
- 1973: Der Don ist tot (The Don is Dead)
- 1974: Vier Vögel am Galgen (The Spikes Gang)
- 1974: Das Gesetz bin ich (Mr. Majestyk)
- 1975: Mandingo
- 1976: Die unglaubliche Sarah (The Incredible Sarah)
- 1977: Der Prinz und der Bettler (The Prince and the Pauper)
- 1978: Ashanti
- 1980: Der Jazz-Sänger (The Jazz Singer)
- 1982: Der Fighter (Tough Enough)
- 1983: Amityville 3
- 1984: Conan der Zerstörer (Conan the Destroyer)
- 1985: Red Sonja
- 1987: Die 4-Millionen-Dollar-Jagd (Million Dollar Mystery)
- 1989: Call from Space